# Golléré
Golléré (ou Golere) est une localité du nord-est du Sénégal, proche de la frontière avec la Mauritanie.

## Histoire
Le village a été créé vers 1121 par Délé Dème, il a été attaqué par l'Almamy en 1176.

## Administration
Rattachée au département de Podor, une subdivision de la région de Saint-Louis, Golléré a été érigée en commune en 1996.

## Géographie
Le village se trouve entre Podor et Matam, à 1 km de la route nationale N2.
Les localités les plus proches sont Djamy Gallo, Madina Ndiathiebé, Takoyel, Doguidombi, Djamel Diolbe, Fondé Gandé, Tiokka, Sourbotti, Méry et Bano.Le chef du village porte le titre de Kamalinkou et membre de la famille des kaakaabe.
C'était un village qui regroupait six quartiers dirigés chacun par un chef :
- le quartier de Nanayé
- le quartier de Ndiakka
- le quartier de Darndé
- le quartier de Boussobe
- le quartier de Barangol.

### Population
Lors du recensement 2002, la population était de 5 134 habitants.
En 2007, selon les estimations officielles, Golléré compterait 6 434 personnes.